# Elecciones parlamentarias de Portugal de 1934
Elecciones parlamentarias se celebraron en Portugal el 16 de diciembre de 1934, siendo las primeras tras el establecimiento del Estado unipartidista conocido como Estado Novo. La Unión Nacional fue el único partido en disputar las elecciones, y a ningún candidato de la oposición se le permitió postularse. El partido ganó todos los escaños en la Asamblea Nacional, tres de los cuales fueron ocupados por mujeres.

## Sistema electoral
Para las elecciones, en el país se formó un único distrito electoral de 100 miembros. El sufragio se extendió a todos los hombres de 21 años o más, siempre que estuvieran alfabetizados o pagaran más de 100 escudos en impuestos, y a las mujeres mayores de 21 años que hubieran completado la educación secundaria. Sin embargo, sólo el 8,2% de la población estaba registrada para votar.

## Resultados
| Partido                            | Votos   | %    | Escaños |
| ---------------------------------- | ------- | ---- | ------- |
| Unión Nacional                     |         | 100  | 100     |
| Votos nulos/en blanco              |         | –    | –       |
| Total                              | 476,706 | 100  | 100     |
| Votantes registrados/participación | 588,957 | 80.2 | –       |
| Fuente: Nohlen & Stöver            |         |      |         |